# Tư lệnh Bộ Tư lệnh Cảnh sát biển Việt Nam
Tư lệnh Bộ Tư lệnh Cảnh sát biển Việt Nam thường gọi tắt là Tư lệnh Cảnh sát biển là một chức vụ đứng đầu Bộ Tư lệnh Cảnh sát biển, có chức trách tổ chức lực lượng, chỉ huy và điều hành các hoạt động cảnh sát biển thực hiện nhiệm vụ quản lý và kiểm soát chặt chẽ các vùng biển, hải đảo thuộc chủ quyền của Việt Nam trên Biển Đông; quản lý và kiểm soát chặt chẽ các vùng biển quốc tế; giữ gìn an ninh, an toàn; bảo vệ tài nguyên, phòng chống ô nhiễm môi trường; phát hiện, ngăn chặn, đấu tranh chống các hành vi buôn lậu, vận chuyển trái phép và mua bán người, vận chuyển, mua bán trái phép hàng hoá, vũ khí, chất nổ, chất ma tuý, tiền chất; chống lại mọi hành vi vi phạm chủ quyền, quyền chủ quyền, quyền tài phán và lợi ích quốc gia của Việt Nam trên biển; bảo vệ các hoạt động bình thường của Việt Nam trên các vùng biển đảo. Ngoài ra, Tư lệnh Cảnh sát biển còn giữ nhiệm vụ tham mưu cho Quân ủy Trung ương và Bộ trưởng Quốc phòng về mặt quản lý nhà nước và chỉ huy lực lượng cảnh sát biển nhằm đánh bại mọi cuộc tiến công xâm lược trên hướng biển.
Đảm nhận chức vụ Tư lệnh Bộ Tư lệnh Cảnh sát biển Việt Nam thường là một sĩ quan cao cấp mang hàm từ Thiếu tướng đến Trung tướng. Căn cứ theo điều 25 được sửa đổi, bổ sung của Luật Sửa đổi, Bổ sung một số Điều của Luật Sĩ quan Quân đội nhân dân Việt Nam, số 72/2014/QH13 ngày 27 tháng 11 năm 2014 thì chức vụ Tư lệnh Bộ Tư lệnh Cảnh sát biển Việt Nam do Thủ tướng Chính phủ bổ nhiệm.

## Chức năng và nhiệm vụ
Tư lệnh Cảnh sát biển là người đứng đầu Bộ Tư lệnh Cảnh sát biển, chịu trách nhiệm trước Chủ tịch nước, Chính phủ, Thủ tướng Chính phủ về toàn bộ hoạt động của Bộ Tư lệnh Cảnh sát biển và có trách nhiệm:
- Tổ chức thực hiện những công việc thuộc thẩm quyền quy định trong Hiến pháp
- Tổ chức thực hiện những công việc được Chủ tịch nước, Thủ tướng Chính phủ, Bộ trưởng Bộ Quốc phòng giao hoặc ủy quyền
- Tổ chức thực hiện chức năng, nhiệm vụ quản lý nhà nước theo quy định
- Tổ chức thực hiện Quy chế thực hiện dân chủ trong hoạt động của Bộ Tư lệnh Cảnh sát biển
- Tổ chức thực hiện huấn luyện, diễn tập, xây dựng lực lượng cảnh sát biển
- Tham mưu cho Quân ủy Trung ương và Bộ trưởng Quốc phòng về mặt quản lý nhà nước và chỉ huy lực lượng cảnh sát biển.

### Quyền hạn
- Nâng bậc lương và phiên quân hàm QNCN cấp Thiếu tá, Trung tá và CNVQP
- Điều động QNCN, CNVQP, HSQ-BS từ đơn vị này sang đơn vị khác thuộc Bộ Tư lệnh Cảnh sát biển
- Quyết định nội dung, thời gian, thành phần và chủ trì các cuộc họp quan trọng của Bộ Tư lệnh Cảnh sát biển
- Thực hiện các nhiệm vụ khác theo quy định của pháp luật.

## Điều kiện để trở thành Tư lệnh Bộ Tư lệnh Cảnh sát biển
- Là công dân Việt Nam
- Ít nhất là 34 tuổi
- Ít nhất phải tốt nghiệp Đại học trở lên và có quân hàm Thiếu tướng
- Được Thủ tướng bổ nhiệm giữ chức Tư lệnh Bộ Tư lệnh Cảnh sát biển

## Tư lệnh qua các thời kỳ

### Cục Cảnh sát biển (1998 – 2013)
| STT | Họ tên                   | Thời gian đảm nhiệm | Cấp bậc     | Ghi chú                                      |
| --- | ------------------------ | ------------------- | ----------- | -------------------------------------------- |
| 1   | Hồ Minh Giáp             | 1998–2004           | Đại tá      | Cục trưởng Cục Cảnh sát biển đầu tiên        |
| 2   | Phạm Đức Lĩnh (1952-)    | 2004–2012           | Trung tướng |                                              |
| 3   | Nguyễn Quang Đạm (1958-) | 2012–2013           | Trung tướng | nguyên Phó tham mưu trưởng Bộ đội Biên phòng |

### Bộ Tư lệnh Cảnh sát biển (2013 – nay)
| STT | Họ tên                   | Thời gian đảm nhiệm | Cấp bậc     | Ghi chú                                                                                            |
| --- | ------------------------ | ------------------- | ----------- | -------------------------------------------------------------------------------------------------- |
| 1   | Nguyễn Quang Đạm (1958-) | 2013–3/4/2018       | Trung tướng | nguyên Phó tham mưu trưởng Bộ đội Biên phòng                                                       |
| 2   | Nguyễn Văn Sơn           | 3/4/2018–22/10/2021 | Trung tướng | Bị Cách chức tất cả các chức vụ trong Đảng (từ 1/10/2021) Bị Cách chức Tư lệnh CSB (từ 22/10/2021) |
| 3   | Lê Quang Đạo             | 22/10/2021–nay      | Trung tướng | nguyên Tham mưu trưởng Bộ đội Biên phòng                                                           |